# دبس العنب

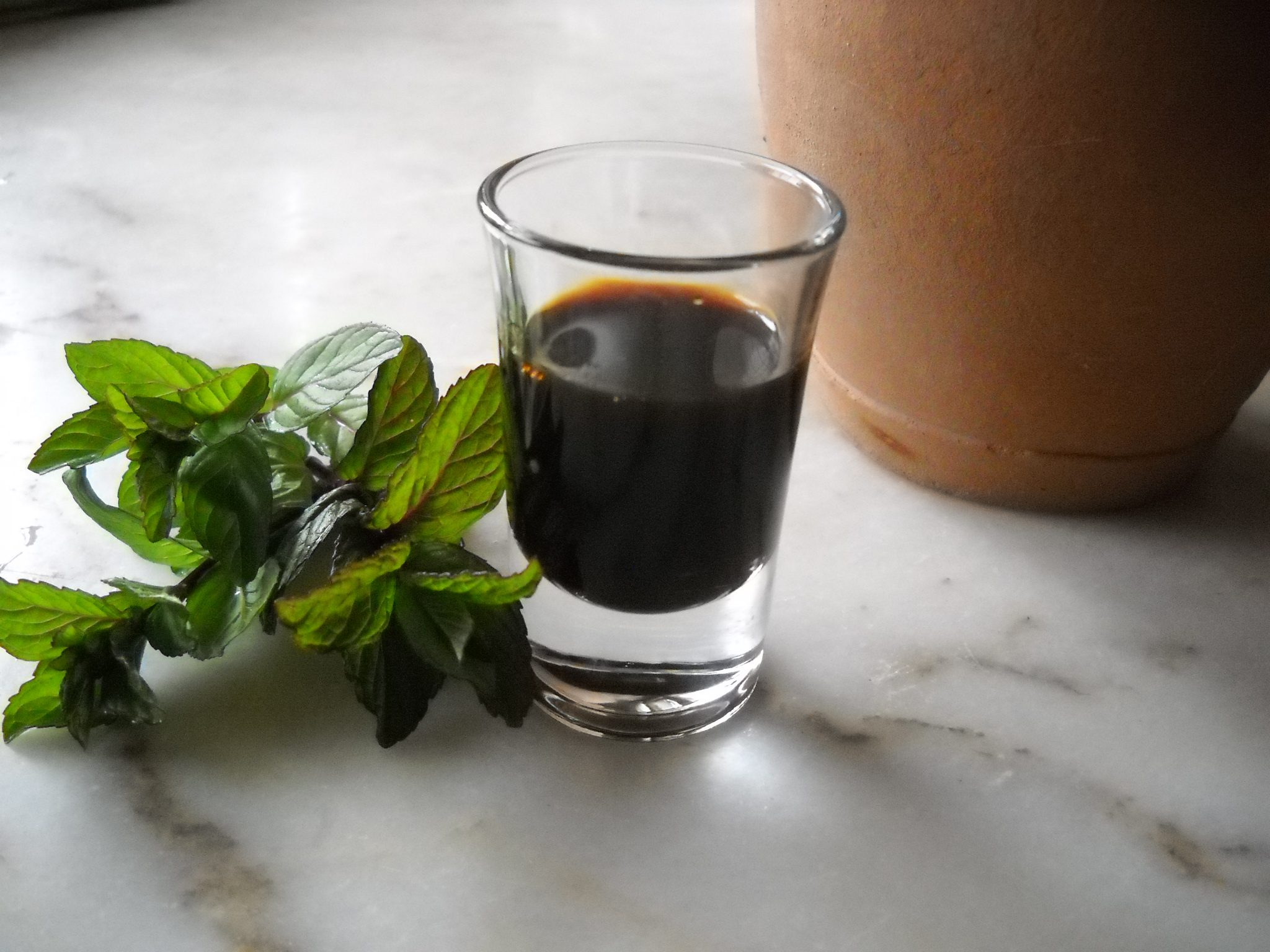

دبس العنب نوع من الدبس يصنع من العنب. بعد فرز العنب لعدة أقسام يؤخذ العنب المخصص للعصر ويوضع بأحواض حجرية تسمى المداعس أو المعاصر ويتم عصر العنب جيداً. يؤخذ العصير الناتج ويسكب في أكياس قماشية أو خيشية معلقة تحتوي تراب يسمى (الحِوَرْ) وهو تراب أبيض ويوضع وعاء أسفل الأكياس. وتترك ليوم كامل حتى تصفى جيداً فينتج عصير يسميه أهل مدينة الخليل (الراووق). يوضع العصير في قدور كبيرة تسمى (الدست) ويوضع عليه كمية من تراب الحور، ويوضع على نار الحطب حتى يغلي ويتكثف ويصبح دبقاً كالعسل. يترك حتى يبرد ويعبأ في زجاجات ويغلق جيداً.
يؤكل دبس العنب غمسا بالخبز بعد أن يوضع عليه (طحينة) السمسم أو زيت الزيتون. وفي الأيام المثلجة يصنع منه أهل مدينة الخليل مثلجات حيث يكمسون أكوام من الثلج ويغمسونها بالدبس.

## التاريخ
استخدم الطبيب الإغريقي أبقراط شراب العنب المركز المعروف بدبس العنب في القرن الخامس قبل الميلاد في وصفاته العلاجية في اليونان القديمة، وحذا تلميذه جالينوس حذوه في الإمبراطورية الرومانية.
استخدم دبس العنب في الإمبراطورية الرومانية كمادة حافظة للطعام والمؤن التي كان يأخذها المحاربون الرومان معهم إلى ساحات القتال، كما استخدم في صناعة النبيذ للمساعدة في حفظه ولتحليته. استخدم دبس العنب أيضًا في الطهي في تحضير أطباق الفاكهة واللحوم كعامل تحلية ولإضفاء مذاق حامض، كما خلط بالثوم والعسل والبطيخ وبعض النباتات مثل السفرجل لصنع أصناف من البهارات والأطباق الشعبية خلال فصل الشتاء. استعمله الرومان أيضًا في تغذية الطيور الداجنة والحيوانات مثل البط وصغار الخنازير لتحسين مذاق لحمها. كما استعملته النساء الرومانيات في صنع مستحضرات التجميل.
كان الرومان يصنعون دبس العنب بعصر ثمار العنب ثم غليها في أواني مصنوعة من الرصاص، والتي كانت تعمل على تحلية الشراب حيث تتفاعل معه وتكون مركب أسيتات الرصاص الذي يتميز بمذاقه الحلو، ويُعتقد أن تناول الشراب المصنوع بتلك الكيفية كان هو السبب في الكثير من حالات التسمم بالرصاص بين الرومان في روما القديمة.

## المعلومات الغذائية
يحتوي كل 100 غرام من دبس العنب على 330 سعرة حرارية، وعلى 80.9 غرامًا من الكربوهيدرات، وعلى 0.4 غرامًا من الدهون، و0.9 غرامًا من البروتين، ومن المعادن يحتوي على 74 ميلليغرام كالسيوم (ما يعادل 7٪ تقريبًا)، و1.2 ميلليغرام حديد، و40 ميلليغرام فسفور.

## الاستخدامات

### في الشرق الأوسط

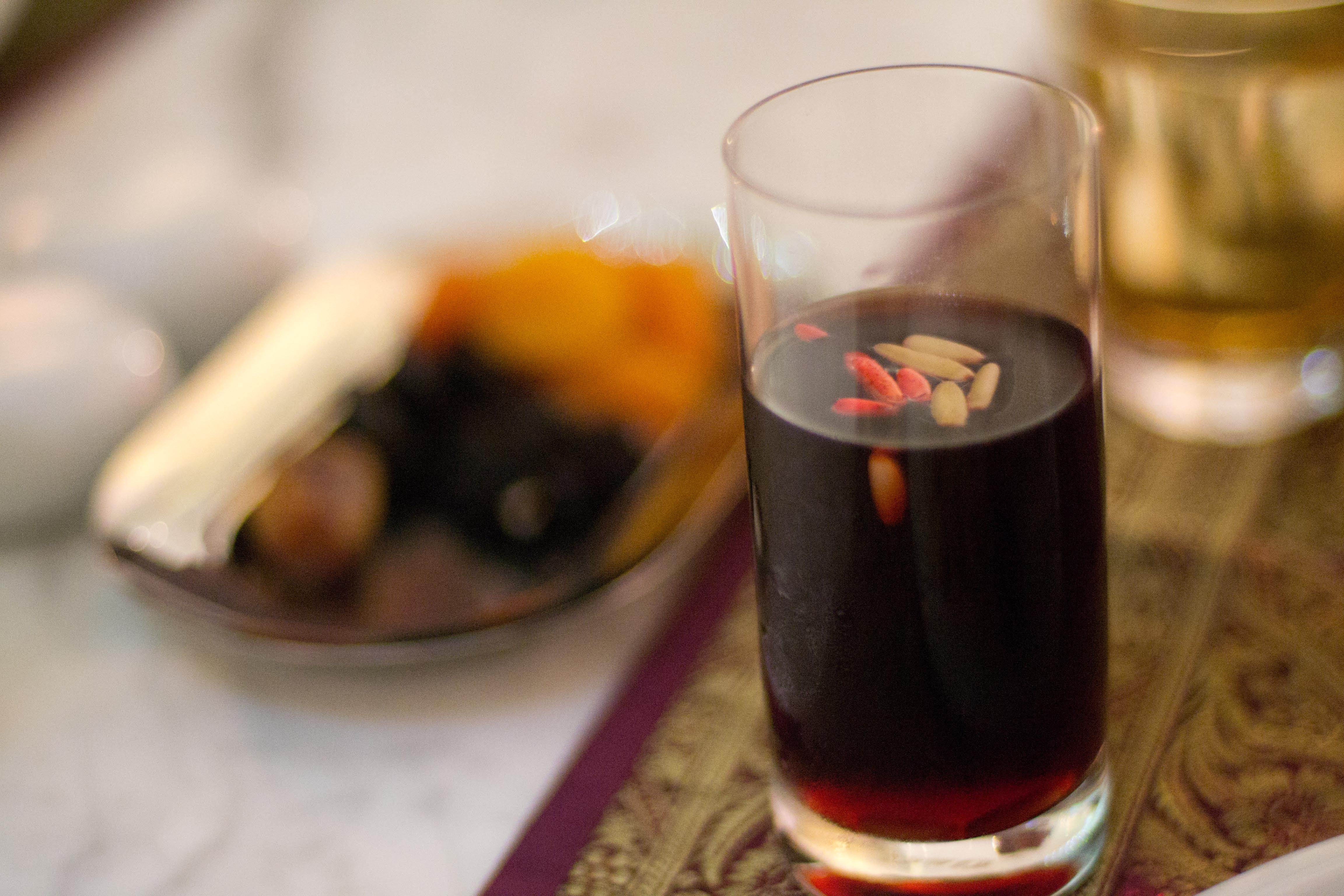
شراب الجلاب المصنوع من التمر والخروب ودبس العنب وماء الورد

ينتشر دبس العنب في المطبخ الشرق أوسطي، خاصة في بلاد الشام حيث يستعمل في سوريا ولبنان وفلسطين والأردن في تحضير شراب الجلاب
يشيع استخدام دبس العنب أيضًا في المطبخ الإيراني، كأن يضاف لتحلية الطحينة في طبق شهير يتم تناوله في وجبة الإفطار.

### في إسبانيا
يصنع شراب الأروبي في إسبانيا بغلي عصير العنب غير المختمر حتى تقل لزوجته ويقل حجمه بمقدار النصف على الأقل. وهو أحد أنواع دبس العنب المنكهة بنكهة الكراميل والتي تضاف إلى بعض أنواع النبيذ الداكن الحلو مثل الشيري والمارسالا.